# 伏乐航空
伏乐航空（Vule Airways Limited，IATA代碼：n/a, ICAO代碼：n/a, 呼号：n/a）是一家乌干达私有航空公司，成立于2017年3月。该航空公司计划于2017年11月首航。